# Roc d'Aude
El Roc d'Aude és una muntanya de 2.325 m d'altitud dels contraforts orientals del massís del Carlit, dins del terme comunal dels Angles, a la comarca del Capcir, de la Catalunya del Nord.
Està situat a la zona central - occidental del terme dels Angles. Des d'aquest cim, i del veí del Mont Llaret, situat al seu nord-oest, davallen cap al nord-est les pistes de l'estació d'esquí dels Angles. Prop del cim hi ha un altiport.
És una muntanya molt relacionada amb tota mena d'esports muntanyencs: els seus vessants oriental i nord-oriental acullen les pistes d'esquí dels Angles, a la mateixa muntanya hi ha una important escola d'escalada, passen pel cim diverses rutes d'excursionisme.